# Plaza de la República (La Valeta)
La plaza de la República (también conocida como Plaza de la Reina o Piazza Regina) es una pequeña plaza que se encuentra en frente de la Biblioteca Nacional de Malta en La Valeta. En el centro de la plaza se encuentra una estatua de la reina Victoria, de ahí el nombre de Plaza de la Reina o Piazza Regina. El espacio abierto de la plaza es utilizado por los cafés al aire libre, el más famoso es Café Cordina.